# Fable III
Fable III je akční RPG videohra z roku 2010, kterou vyvinula společnost Lionhead Studios a vydala společnost Microsoft Game Studios pro Xbox 360 a Microsoft Windows.

## Příběh
Příběh třetí hry ze série Fable se zaměřuje na boj hlavního hrdiny za svržení krále Albionu, bratra hráčovy postavy, vytvářením spojenectví a získáváním podpory pro revoluci. Po úspěšném povstání se hráč stává panovníkem a má za úkol pokusit se Albion ubránit před velkým zlem.

## Obsazení
Ve hře hrají Ben Kingsley (Sabine), Stephen Fry (Reaver), Simon Pegg (Ben Finn), Naomie Harris (Page), Michael Fassbender (Logan), Zoë Wanamaker (Theresa), Bernard Hill (Sir Walter Beck), Nicholas Hoult (Elliot), John Cleese (Jasper), Jonathan Ross (Barry Hatch), Adjoa Andoh (Kalin), Kellie Bright (Hrdinka z Brightwallu) a Louis Tamone (Hrdina z Brightwallu).

## Vydání
Hra byla vydána 29. října 2010 pro Xbox 360 a 20. května 2011 pro PC prostřednictvím služby Games for Windows a Steam. Verze pro PC obsahuje režim Hardcore a 3D funkce, které se ve verzi pro Xbox 360 nevyskytují.
Hra získala obecně pozitivní recenze. Na rok 2026 je naplánované vydání rebootu hry Fable.